# Tiefenthal (Pfalz)

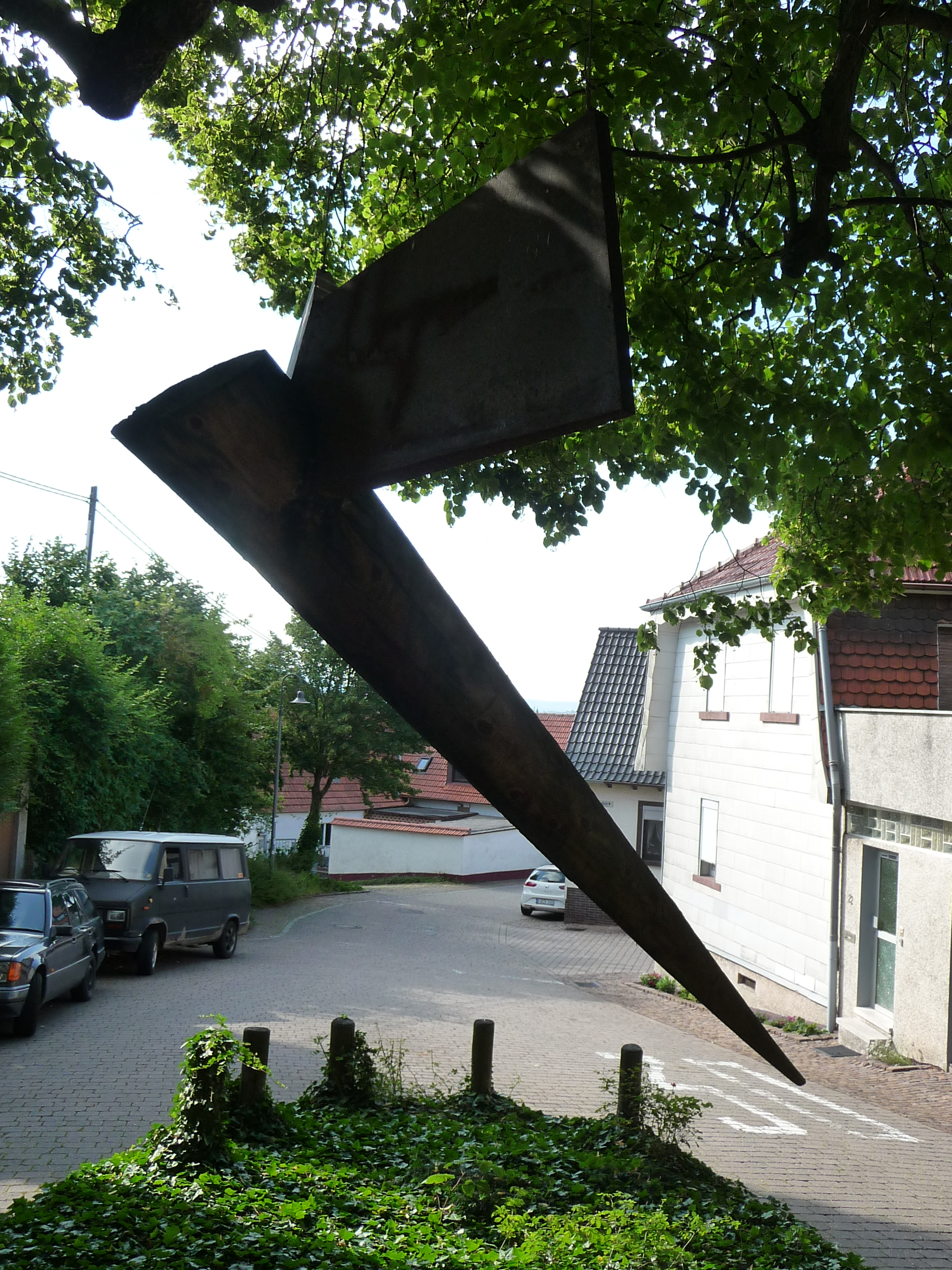
Ortsbild von Tiefenthal

Tiefenthal ist eine Ortsgemeinde im Landkreis Bad Dürkheim in Rheinland-Pfalz. Sie gehört der Verbandsgemeinde Leiningerland an.

## Geographische Lage
Die Gemeinde liegt in einer kleinen Talsenke mit nördlichem Gefälle zwischen Eis- und Eckbachtal in der Pfalz im Südosten des Eisenberger Beckens. Der Seltenbach bildet die nordwestliche Gemarkungsgrenze; von rechts nimmt er den Hohlgraben auf. Zudem liegt die Flur Gemeindeberg teilweise auf dem Gemeindegebiet von Tiefenthal. Nachbargemeinden sind – im Uhrzeigersinn – Ebertsheim, Grünstadt, Neuleiningen, Hettenleidelheim und Eisenberg.

## Geschichte
Im Jahre 1318 wurde der Ort als Dyfendal erstmals urkundlich erwähnt. Es scheint sich hier eine Marienwallfahrtskirche befunden zu haben, welche 1330 vom Wormser Bischof und 1380 vom päpstlichen Legaten, Kardinal Pileus de Prato je einen Ablass verliehen bekam. Am 24. Juni 1362 stifteten die Grafen Friedrich der Ältere und Friedrich der Jüngere von Leiningen zwei ewige Messen auf dem dortigen St. Marien- und dem St. Georgsaltar, wegen der „großen Genade und Aplaz, die man findet in deme Godeshuse Unsrer lieben Frauwen zu Dyefendal hinder der Nuwenliningen gelegen.“
Beim Friedhof Neuleiningen steht das von dem in Tiefenthal beheimateten gräflichen Scharfrichter Servacius Westheim 1703 gestiftete Scharfrichterkreuz, mit entsprechender Inschrift.
Von 1798 bis 1814, als die Pfalz Teil der Französischen Republik (bis 1804) und anschließend Teil des Napoleonischen Kaiserreichs war, war Tieffenthal – so die damalige Schreibweise – in den Kanton Grünstadt eingegliedert und Sitz einer eigenen Mairie. 1815 wurde das Dorf nach dem Wiener Kongress Österreich zugeschlagen. Bereits ein Jahr später wechselte es wie die gesamte Pfalz in das Königreich Bayern. Von 1818 bis 1862 gehörte Tiefenthal dem Landkommissariat Frankenthal an; aus diesem ging das Bezirksamt Frankenthal  hervor.
Ab 1939 war die Gemeinde Bestandteil des Landkreises Frankenthal (Pfalz). Nach dem Zweiten Weltkrieg wurde der Ort innerhalb der französischen Besatzungszone Teil des damals neu gebildeten Landes Rheinland-Pfalz. Im Zuge der ersten rheinland-pfälzischen Verwaltungsreform wechselte der Ort in den neu geschaffenen Landkreis Bad Dürkheim. Drei Jahre später wurde er Bestandteil der ebenfalls neu geschaffenen Verbandsgemeinde Hettenleidelheim. 2018 erfolgte die Zuordnung zur Verbandsgemeinde Leiningerland.

## Religion
2013 waren 40,8 Prozent der Einwohner evangelisch und 33,0 Prozent katholisch. Die übrigen gehörten einer anderen Religion an oder waren konfessionslos.

## Politik

### Gemeinderat
Der Gemeinderat in Tiefenthal besteht aus zwölf Ratsmitgliedern, die bei der Kommunalwahl am 9. Juni 2024 in einer personalisierten Verhältniswahl gewählt wurden, und dem ehrenamtlichen Ortsbürgermeister als Vorsitzendem.
Die Sitzverteilung im Gemeinderat:
| Wahl | SPD | CDU | WGT * | Gesamt   |
| ---- | --- | --- | ----- | -------- |
| 2024 | 3   | 5   | 4     | 12 Sitze |
| 2019 | 3   | 5   | 4     | 12 Sitze |
| 2014 | 3   | 6   | 3     | 12 Sitze |
| 2009 | 3   | 5   | 4     | 12 Sitze |
| 2004 | 2   | 5   | 5     | 12 Sitze |

### Bürgermeister
Ortsbürgermeister ist Edwin Gaub (CDU). Bei der Direktwahl am 26. Mai 2019 wurde er mit einem Stimmenanteil von 78,10 % in seinem Amt bestätigt. Bei der Direktwahl am 9. Juni 2024 setzte er sich mit 50,4 % gegen zwei Mitbewerberinnen durch.

### Wappen
| Wappen von Tiefenthal | Blasonierung: „In Rot ein goldenes Tatzenkreuz.“ |
| Wappen von Tiefenthal | Wappenbegründung: Es wurde 1983 von der Bezirksregierung Neustadt genehmigt und geht zurück auf ein Siegel aus dem Jahr 1724. Es ist dem Wappen der Grafen von Leiningen-Westerburg entlehnt, zu denen Tiefenthal gehörte. |

## Kultur

### Kulturdenkmäler

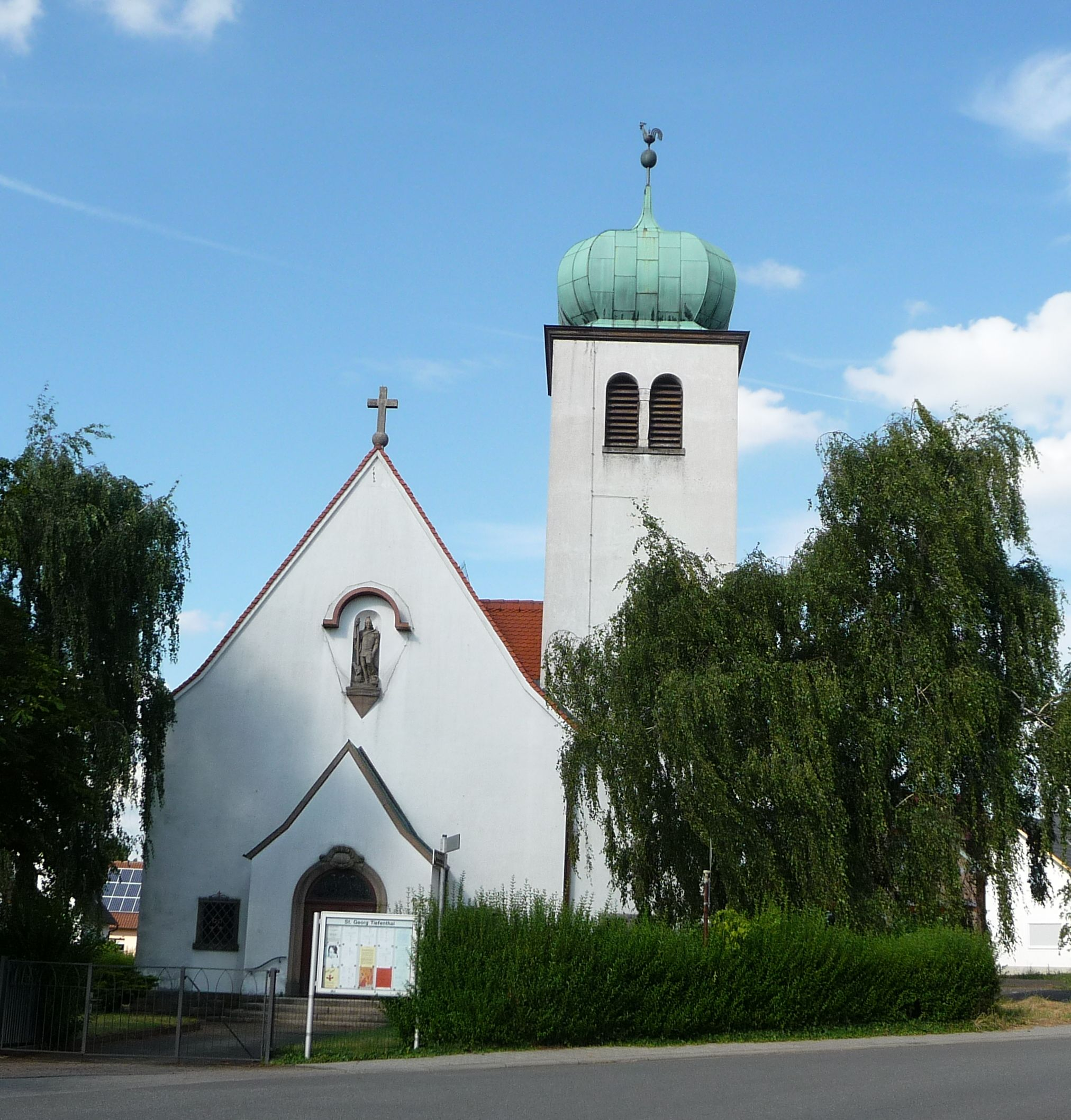
Denkmalgeschützte katholische Kirche

Vor Ort befinden sich insgesamt neun Objekte, die unter Denkmalschutz stehen.
Die protestantische Pfarrkirche, von den Leininger Grafen Mitte des 18. Jahrhunderts gestiftet. Sie steht heute an der Stelle der ehemaligen Wallfahrtskirche und beherbergt eine wertvolle, in Eiche geschnitzte Kanzel und ein dreiteiliges Deckengemälde. In ihrem Turm befinden sich die ersten nach dem Zweiten Weltkrieg wieder in die protestantische Pfalz gelieferten drei Glocken, klangrein und harmonisch in Sext-Rippe vom Bochumer Verein 1949 in Gussstahl gegossen.
Das unterhalb der Kirche stehende, 1903 bis 1910 in damals typischem Stil gebaute Pfarrhaus. Es beherbergte den amtlichen Glockensachverständigen der pfälzischen Landeskirche, Pfarrer Theo Fehn, von 1948 bis zu seiner Pensionierung als Pfarrer im Jahr 1970. Er gilt heute als einer der innovationsfreudigsten und begabtesten deutschen Glocksachverständigen seiner Zeit. Viele klangschöne und zum Teil wagemutig disponierte Geläute in der Pfalz wurden von ihm disponiert.
In der neuen, katholischen Filialkirche St. Georg befindet sich ein großes, gotisches Holzrelief des Hl. Georg, mit Darstellung einer Burg, das vermutlich noch vom Georgsaltar der alten Wallfahrtskirche stammt.

### Natur
Im Gemeindegebiet existieren drei Naturdenkmale.

### Vereine
Vor Ort existiert der Faustballverein TSG Tiefenthal, dessen Frauenmannschaft aktuell in der 2. Faustball-Bundesliga vertreten ist.

## Wirtschaft und Infrastruktur

### Wirtschaft
Seit 2001 existieren vor Ort die Windkraftanlagen Tiefenthal.

### Verkehr
Durch Tiefenthal verläuft die Landesstraße 453. Mitten im Ort zweigt von dieser die Kreisstraße 36 ab, die den zu Neuleiningen gehörenden Weiler Nackterhof anbindet. Wenige Kilometer entfernt liegt die Anschlussstelle Wattenheim der Autobahn A 6.
Historisch verband die von der Eistalbahn abzweigende Bahnstrecke Ebertsheim–Hettenleidelheim den Ort schienentechnisch mit Grünstadt; der Bahnhof befand sich am nordwestlichen Rand der Gemarkung weitab des Siedlungsgebiets. Bereits 1954 kam der Personenverkehr zum Erliegen.

## Persönlichkeiten

### Söhne und Töchter der Gemeinde
- Jakob von Fitting (1831–1898), Oberlandesgerichtspräsident, geadelt, Reichsrat der Krone Bayerns
- Philipp Schreiner (1846–1914), Wissenschaftler und Politiker (NLP), Reichstagsabgeordneter
- Wolfgang Wolf (* 1957), ehemaliger Fußballtrainer des 1. FC Kaiserslautern
- Jürgen Hufen, Schlittenhundesportler

### Personen, die vor Ort gewirkt haben
- Johann Adam Baum, 1792/93 Mitglied des Rheinisch-Deutschen Nationalkonvents
- Veronika und Wolfgang Thomeczek, seit 2018 Träger des Verdienstordens des Landes Rheinland-Pfalz
- Theo Fehn, amtlicher Glockensachverständiger der Pfälzischen Landeskirche von 1948 bis zu seinem Tode 1984, Pfarrer in Tiefenthal von 1948 bis zu seiner Pensionierung 1970
- Karl-Heinz Oberthier (* 1950 oder 1951), Meteorologe, wuchs in Tiefenthal auf